# Villarta-Quintana
Villarta-Quintana és un municipi de la Rioja, a la regió de la Rioja Alta.

## Història
Etimològicament, el nom Quintana prové de Quintus. L'origen de la vila és un possible campament romà, però no hi ha documents concrets per a donar suport aquesta tesi. En l'edat mitjana, el pelegrinatge a Compostela se servia d'aquest enclavament per a enllaçar Santo Domingo de la Calzada amb Burgos. La primera referència escrita data de 1094 i es tracta del registre de donació que Juliana de Fortúnez va fer al monestir de San Millán de la Cogolla de totes les heretats que posseïa a les Forestes d'Oca.
A la fi del segle XV el propietari de la vila, don Pedro Manrique, duc de Nájera i Comte de Treviño, va vendre Villarta a la seva tia Contesina, filla del conestable Álvaro de Luna y Jarana, i al seu cosí Bernabé Manrique de Lluna. En 1711, Felip V la va declarar vila independent, trencant-se els vincles que la unien a Santo Domingo en el criminal i a Grañón en el civil.